# Stéphanie de Beauharnais
Stéphanie Louise Adrienne de Beauharnais (Versailles, 28 augustus 1789 – Nice, 29 januari 1860) was een aangenomen dochter van Napoleon Bonaparte en groothertogin van Baden.
Ze werd gedurende de Franse Revolutie geboren als dochter van Francois Claude de Beauharnais, 2e graaf des Roches-Baritaud. Na de dood van haar moeder drie jaar later leefde ze met haar vader in Zuid-Frankrijk. Teruggekeerd in Parijs maakte haar vader de Eerste Consul Napoleon Bonaparte, die was gehuwd met Joséphine de Beauharnais (weduwe van Claudes neef Alexandre de Beauharnais), attent op het bestaan van zijn dochter. Napoleon liet haar naar Parijs halen en gaf haar een opvoeding conform haar stand. Als stiefvader van Joséphines kinderen Eugène en Hortense nam hij ook Stéphanie als dochter aan met de titel princesse française. Te Parijs resideerde ze in het Tuilerieënpaleis.
Teneinde een verbinding met de dynastie van Baden te bewerkstelligen huwde de Franse keizer Stéphanie in 1806 uit aan Karel van Baden, kleinzoon van de toenmalige keurvorst Karel Frederik die datzelfde jaar tot groothertog werd verheven. Het huwelijk tussen de twee was weinig gelukkig. Karel stond erop te blijven leven als vrijgezel en resideerde in Karlsruhe, terwijl Stéphanie in Mannheim woonde. Bij het Badense volk was zij - in tegenstelling tot bij haar schoonfamilie - erg geliefd door haar reizen om haar onderdanen beter te leren kennen. In 1811, het jaar dat Karel groothertog werd, kreeg zij haar eerste kind, een dochter. Er volgden nog vier kinderen, onder wie een zoon van wie later werd gespeculeerd dat hij niet als zuigeling stierf, maar werd verwisseld met een andere baby. De mysterieuze vondeling Kaspar Hauser wordt door sommigen met deze zoon vereenzelvigd.
Karel stierf reeds in 1818. Stéphanie hertrouwde niet, maar bracht de rest van haar leven grotendeels door in Mannheim en in haar zomerpaleis te Baden-Baden. Haar residentie in Mannheim werd een bekende salon voor kunstenaars en intellectuelen. Later speelde ze nog een rol aan het hof van Napoleon III. Ze stierf op 29 januari 1860 en werd bijgezet in de vorstelijke crypte te Pforzheim.

## Kinderen
- Louise Amalia Stephanie (1811-1854), gehuwd met Gustaaf van Holstein-Gottorp, zoon van Gustaaf IV Adolf van Zweden
- Josefine Frederieke Louise (1813-1900); gehuwd met Karel Anton van Hohenzollern-Sigmaringen en moeder van Carol I van Roemenië
- een zoon (29 september-16 oktober 1812); later werd gespeculeerd dat hij de beroemde vondeling Kaspar Hauser was
- Alexander (1 mei-8 mei 1816)
- Maria Amalia Elizabeth Caroline (1817-1888)

## Voorouders
| Voorouders van Maria van Hohenzollern-Sigmaringen | Voorouders van Maria van Hohenzollern-Sigmaringen                                                       | Voorouders van Maria van Hohenzollern-Sigmaringen                                                       | Voorouders van Maria van Hohenzollern-Sigmaringen                                                       | Voorouders van Maria van Hohenzollern-Sigmaringen                                                       | Voorouders van Maria van Hohenzollern-Sigmaringen                                                       | Voorouders van Maria van Hohenzollern-Sigmaringen                                                       | Voorouders van Maria van Hohenzollern-Sigmaringen                                                       | Voorouders van Maria van Hohenzollern-Sigmaringen                                                       |
| ------------------------------------------------- | --- | --- | --- | --- | --- | --- | --- | --- |
| Overgrootouders                                   | Claude de Beauharnais (1680–1738) ∞ Renée Harduineau (1696-1744)                                        | Claude de Beauharnais (1680–1738) ∞ Renée Harduineau (1696-1744)                                        | François Abraham Marie Mouchard de Chaban (1719–1790) ∞ Anne Louise Lazure (–)                          | François Abraham Marie Mouchard de Chaban (1719–1790) ∞ Anne Louise Lazure (–)                          | ? (–) ∞ ? (–)                                                                                           | ? (–) ∞ ? (–)                                                                                           | ? (–) ∞ ? (–)                                                                                           | ? (–) ∞ ? (–)                                                                                           |
| Grootouders                                       | Claude de Beauharnais (1717–1784) ∞ Fanny de Beauharnais (1737-1813)                                    | Claude de Beauharnais (1717–1784) ∞ Fanny de Beauharnais (1737-1813)                                    | Claude de Beauharnais (1717–1784) ∞ Fanny de Beauharnais (1737-1813)                                    | Claude de Beauharnais (1717–1784) ∞ Fanny de Beauharnais (1737-1813)                                    | ? (–) ∞ ? (–)                                                                                           | ? (–) ∞ ? (–)                                                                                           | ? (–) ∞ ? (–)                                                                                           | ? (–) ∞ ? (–)                                                                                           |
| Ouders                                            | Claude de Beauharnais (1756–1819) ∞ Claudine Françoise Adrienne Gabrielle de Lézay-Marnézia (1767–1791) | Claude de Beauharnais (1756–1819) ∞ Claudine Françoise Adrienne Gabrielle de Lézay-Marnézia (1767–1791) | Claude de Beauharnais (1756–1819) ∞ Claudine Françoise Adrienne Gabrielle de Lézay-Marnézia (1767–1791) | Claude de Beauharnais (1756–1819) ∞ Claudine Françoise Adrienne Gabrielle de Lézay-Marnézia (1767–1791) | Claude de Beauharnais (1756–1819) ∞ Claudine Françoise Adrienne Gabrielle de Lézay-Marnézia (1767–1791) | Claude de Beauharnais (1756–1819) ∞ Claudine Françoise Adrienne Gabrielle de Lézay-Marnézia (1767–1791) | Claude de Beauharnais (1756–1819) ∞ Claudine Françoise Adrienne Gabrielle de Lézay-Marnézia (1767–1791) | Claude de Beauharnais (1756–1819) ∞ Claudine Françoise Adrienne Gabrielle de Lézay-Marnézia (1767–1791) |
| Stéphanie de Beauharnais (1789-1860)              | | | | | | | | |

- Bibliothèque nationale de France: cb155935925 (data)
- Gemeinsame Normdatei: 118617818
- International Standard Name Identifier: 0000 0000 7258 6929
- Library of Congress Control Number: nr90000289
- Nederlandse Thesaurus van Auteursnamen: 122549724
- Système universitaire de documentation: 237394545
- Virtual International Authority File: 52482346
- WorldCat: E39PBJvtf8PYKkcK4D6fGd6Myd